# Relações da antiga nobreza alemã com o Partido Nazista (1928-1945)

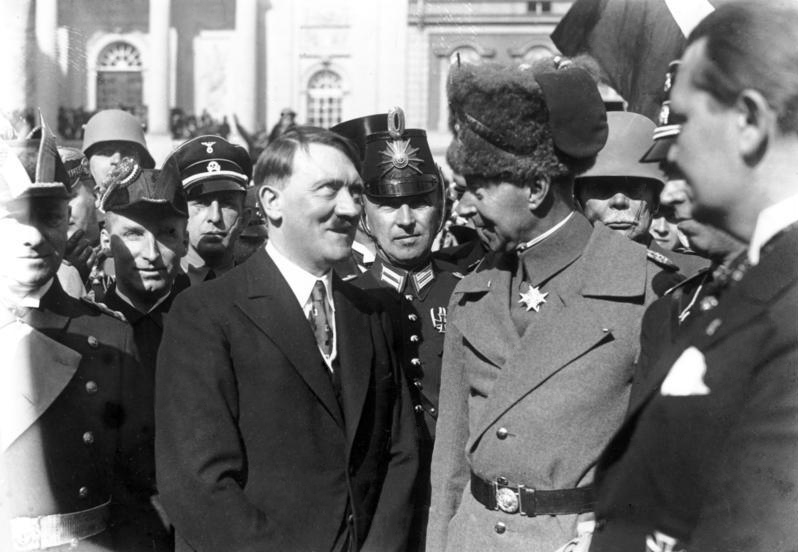
Guilherme, Príncipe Herdeiro da Alemanha, filho de Guilherme II, com Adolf Hitler (março de 1933).

As relações da  antiga nobreza alemã com o Partido Nazista (1928-1945) têm como uma das suas expressões formais a adesão de membros da antiga aristocracia germânica ao Partido. Os registros desses aristocratas no NSDAP contêm título, data de nascimento, número de registro e data de inscrição no  Partido, começando em maio de 1928, quando ocorre  a filiação de um certo príncipe Ernesto (Ernst), e prosseguindo ao longo da Segunda Guerra Mundial. 
Após a abdicação do Kaiser Guilherme II e a Revolução Alemã, a nobreza alemã, como classe legalmente definida, foi abolida. Na promulgação da Constituição de Weimar, em 11 de setembro de 1919, todos os alemães foram declarados iguais perante a lei. Havia 22 chefes de antigos estados federados, intitulados como os quatro reis do Império Alemão (Prússia, Baviera, Saxônia e Württemberg); havia também seis grão-duques, cinco duques e sete príncipes, que, juntamente com todos os seus herdeiros, sucessores e famílias, perderam então seus títulos e domínios. Para mitigar essas perdas, Hitler, Goering, Himmler e outros líderes nazistas frequentemente se dirigiam a esses (antigos) príncipes e, especialmente, a Guilherme  II e suas famílias do antigo reino prussiano, expressando simpatia pela restauração de suas monarquias abolidas e de suas heranças perdidas.
A partir de 1925, o recém-formado Partido Nazista passou a considerar os títulos anteriormente abolidos desses príncipes, bem como os de seus principados, igualmente abolidos, e a registrar, como tais, esses duques, príncipes e princesas, no Partido. Há duas listas conhecidas de príncipes e principados em posse do NSDAP. O historiador Stephan Malinowski  observa, sobre a primeira lista: "de 312 famílias da antiga aristocracia, 3.592 príncipes se juntaram aos nazistas (26,9%) antes de Hitler chegar ao poder, em 1933”. A segunda lista, do Arquivo Federal de Berlim, mostra 270 membros principescos do Partido Nazista (1928-1942), dos quais quase metade aderiu aos nazistas antes de Hitler se tornar Chanceler. A lista de Berlim nomeia 90 herdeiros sênior diretos para 22 principados abolidos, e também inclui pretendentes à (antiga) Coroa Imperial de Guilherme  II. Depois que o proposto "quarto Kaiser" prussiano morreu na Wehrmacht, em 1940, Hitler baixou o Prinzenerlass ("Decreto dos Príncipes"), proibindo os príncipes alemães de participar da Wehrmacht, mas não do Partido Nazista, da SA ou da SS. Alguns estados alemães forneceram um número proporcionalmente maior de oficiais da SS, incluindo Hesse-Nassau e Lippe. Dentre esses príncipes alemães, estava também Josias, Príncipe Hereditário de Waldeck e Pyrmont, que foi Obergruppenführer da SS e Líder Superior da SS e da Polícia .

## Império Alemão e Reino da Prússia
(Abolido em 9 de novembro de 1918)
Guilherme II, imperador alemão, desistiu de seus "direitos de sucessão e de seus futuros direitos ao trono da Prússia e ao trono imperial alemão a ele relacionado." No início dos anos 1930, Guilherme II aparentemente esperava que o sucesso do Partido Nazista estimulasse o interesse na restauração da monarquia, com seu neto mais velho, Guilherme, filho do príncipe perdeiro, como o "quarto Kaiser". Depois que o príncipe herdeiro Guilherme juntou-se ao Stahlhelm,, que se fundiu em 1931 com a Frente Harzburg, Hitler visitou-o em Cecilienhof, por três vezes: em 1926, em 1933 (no Dia de Potsdam) e em 1935. Em maio de 1940, o príncipe Guilherme  da Prússia - filho do príncipe herdeiro e proposto, por Guilherme II, como "o quarto Kaiser" - participou da invasão da França e foi ferido durante os combates em Valenciennes, vindo a morrer em 26 de maio de 1940. O funeral atraiu mais de 50.000 pessoas em luto. Sua morte e a consequente simpatia do público alemão por um membro da antiga casa real alemã incomodaram Hitler, e ele começou a ver os Hohenzollerns como uma ameaça ao seu poder. Em 1940, ele baixou o Prinzenerlass ("Decreto dos Príncipes"),  proibindo os príncipes das casas reais alemãs de fazerem o serviço militar na Wehrmacht.
O Príncipe Augusto Guilherme da Prússia foi o quarto filho do Imperador Guilherme II, com a sua primeira mulher, Augusta Vitória. Em 1933, Augusto Guilherme tinha um cargo no Estado prussiano e tornou-se membro do Reichstag alemão. O antigo príncipe esperava "que Hitler  um dia alçasse, a ele ou ao seu filho Alexandre Ferdinando, ao trono vago do Kaiser". Em 1939, Augusto Guilherme foi nomeado SA-Obergruppenführer, o segundo posto mais elevado da SA. Obergruppenführer era uma patente da hierarquia paramilitar do Partido Nazi criada, em 1932, para a SA e adotada pela ,,SS, um ano mais tarde. Até 1942, era o posto mais elevado da SS, inferior apenas ao do Reichsführer-SS, einrich Himmler.
Na lista, o Príncipe Augusto Guilherme era o membro número 24 do Partido Nazista; o número 12 era o SS-Obergruppenführer Philipp Bouhler. No Partido, Philipp Bouhler era  um Reichsleiter (o mesmo posto de Himmler e Goebbels), o segundo mais alto na classificação política do NSDAP, subordinado apenas ao Führer. Philipp Bouhler trabalhou ao lado de Philipp, Landgrave de Hesse, que era um amigo próximo de Göring. Bouhler foi responsável pelo programa de eutanásia T4, para crianças e deficientes (70 000 assassinatos). Vice-Führer de Hitler, também classificado como SS-Obergruppenführer e SS-Reichsleiter, Rudolf Hess era o número 16. Hess e Hitler, tal como Göring, partilhavam a crença no mito da punhalada nas costas, segundo o qual a Alemanha fora vencida na Primeira Guerra Mundial em razão de uma conspiração de judeus e bolcheviques e não por uma derrota militar.
Após a morte de seu pai, o Kaiser Guilherme II, em 1941 - e sobretudo depois de ter feito comentários depreciativos sobre Joseph Goebbels -, o Príncipe Augusto Guilherme foi denunciado em 1942, marginalizado e proibido de fazer discursos públicos. Em 1945, com a antiga princesa Cecilie, Augusto Guilherme fugiu do Exército Vermelho, que se aproximava de Kronberg, e se refugiou com a sua tia, a princesa Margarida da Prússia.
O Príncipe Alexandre Ferdinando da Prússia era o único filho do Príncipe Augusto Guilherme e da sua mulher, a Princesa Alexandra Vitória. Em 1939, era primeiro-tenente do Corpo de Sinais da Força Aérea. Tal como o seu pai, o Príncipe Augusto esperava que Hitler “um dia o içasse, ou ao seu filho, ao trono vago do Kaiser”. O apoio do Príncipe Alexandre e do seu pai aos nazistas causou divergências entre os Hohenzollern, tendo Guilherme II instado ambos a abandonarem o Partido.  Em 1933, o Príncipe Alexandre deixou as SA e tornou-se soldado raso do exército regular alemão. Em 1934, Berlim vazou que o príncipe, então com 21 anos, abandonara as SA porque Hitler o havia escolhido para sucedê-lo como "líder da Alemanha quando ele [Hitler] já não pudesse carregar a tocha." O relatório dizia que se esperava que Joseph Goebbels se opusesse à nomeação do príncipe. Ao contrário de muitos príncipes em quem Hitler não confiava e que haviam sido afastados dos seus comandos, Alexandre Ferdinando foi o único Hohenzollern autorizado a permanecer no seu posto.

## Reino da Baviera
Luís III da Baviera  pode ter sido a primeira associação de Hitler com a nobreza do Kaiserreich. Na eclosão da Primeira Guerra Mundial, Luís III recebeu uma petição de Adolf Hitler, solicitando permissão para se juntar ao Exército Real da Baviera. A petição foi atendida, e Hitler serviu ao Exército Real da Baviera até o fim da Primeira Guerra.
Quando a guerra estava chegando ao fim, a Revolução Alemã eclodiu na Baviera, e Luís III foi o primeiro monarca do Império Alemão a ser deposto.
Em 7 de novembro de 1918, ele fugiu de Munique com sua família para Schloss Anif, perto de Salzburgo. Em 12 de novembro de 1918, entregou ao primeiro-ministro Dandl a declaração de Anif, liberando todos os funcionários do governo, soldados e oficiais civis de seu juramento de lealdade a ele. O governo republicano de Kurt Eisner declarou a deposição dos Wittelsbach, encerrando seus 700 anos de domínio sobre a Baviera.

Rupprecht, Príncipe Herdeiro da Baviera, filho e herdeiro de Ludwig, não se juntou à extrema-direita na Alemanha, apesar das tentativas de Hitler de conquistá-lo por meio de Ernst Röhm e das promessas de restauração real. Rupprecht se opôs a Hitler, e um plano para dar a Rupprecht poderes ditatoriais na Baviera sob o título de Staatskommissar atraiu o apoio de uma ampla coalizão de partidos, incluindo até mesmo o Partido Social Democrata da Alemanha e Wilhelm Hoegner. No entanto, a hesitação do governo bávaro, sob o comando do Ministro-Presidente Heinrich Held, e a tomada do poder por Hitler, em janeiro de 1933, acabaram com todas as esperanças de implementar o tal plano. Todavia Rupprecht continuou a acalentar a ideia da restauração da monarquia bávara, em uma possível união com a Áustria como uma Alemanha do Sul independente.Em um memorando de 1943, o príncipe Rupprecht chegou a mencionar sua ambição pela coroa alemã, que havia sido mantida pela Casa de Wittelsbach no passado.

## Reino da Saxônia
(Abolido em 13 de novembro de 1918)
Quando a República Alemã foi proclamada, em 1918, o rei Frederico Augusto III da Saxônia foi questionado, por telefone, se abdicaria voluntariamente. Ele respondeu: "Bem, acho que é melhor." Quando saudado por uma multidão em uma estação ferroviária vários anos depois de sua abdicação, ele enfiou a cabeça para fora da janela do trem e gritou: "Vocês são um bom bando de republicanos, eu direi!"  Como um importante nobre católico romano e parente próximo das dinastias Habsburgo, Bourbon e Saxônia, o príncipe Franz Joseph fez muito para emprestar respeitabilidade ao partido.

## Reino de Württemberg
(Abolido em 30 de novembro de 1918)
O rei Guilherme II abdicou em 30 de novembro de 1918. A princesa reconheceu saber que Frau Scholtz-Klink era conhecida como a chefe de todas as organizações femininas delas no país", mas ela negou saber da posição de Heissmayer na SS. Frau Scholtz-Klink disse às autoridades que não sabia se "ele estava vivo ou morto", mas "enquanto ele viver no coração de seus seguidores, ele não pode morrer".

## Grão-Ducado de Baden
(Abolido em 22 de novembro de 1918)
Frederico II, Grão-Duque de Baden
Em 1920 com Kurt Hahn, o Príncipe Max fundou a escola Schule Schloss Salem com a presença do Príncipe Philip.

## Grão-Ducado de Saxe-Weimar-Eisenach
(Abolido em 9 de novembro de 1918)
O príncipe Christophe era um diretor do ministério das Forças Aéreas, Comandante das Reservas Aéreas, com uma patente de Oberführer nas SS.
Em 1932 Guilherme de Hesse se juntou ao Partido Nazista, subindo ao posto de SS-Hauptsturmführer.   príncipe Guilherme casou-se com a princesa Marianne, filha do príncipe Frederico Guilherme da Prússia. Durante a Segunda Guerra Mundial, o Príncipe Guilherme recusou-se a ingressar em uma unidade SS, mudando para o Exército Alemão regular, onde se tornou capitão de infantaria.

## Grão-Ducado de Hesse do Reno
(Abolido em 14 de novembro de 1918)
Ernest Louis, grão-duque de Hesse
Em julho de 1918, cerca de dezesseis meses após a Revolução de fevereiro, que tirou do trono seu cunhado Nicolau II, as duas irmãs de Ernst na Rússia, Elizabeth, que se tornara freira após o assassinato de seu marido, o grão-duque Sergei, em 1905, e Alexandra, a ex-czarina, foram mortos pelos bolcheviques. No final da guerra, ele perdeu seu trono durante a revolução de 1918, após se recusar a abdicar. Ernst foi o último Grão-Duque de Hesse e do Reno de 1892 até 1918.

## Grão-Ducado de Mecklenburg-Schwerin
(Abolido em 10 de novembro de 1918)
Frederico Francisco IV, Grão-Duque de Mecklenburg-Schwerin abdicou do trono do grão-ducal em 14 de novembro de 1918, após a derrota do Império Alemão na  Primeira Guerra Mundial; a regência terminou ao mesmo tempo.  Seu filho homônimo juntou-se à SS e em 1936 ocupava o posto de Hauptsturmführer (capitão). Durante a Segunda Guerra Mundial, ele foi enviado para a Dinamarca, onde trabalhou na embaixada alemã como assessor pessoal de Werner Best. Passou 1944 servindo com o corpo de tanques Waffen-SS. Em maio de 1943, Frederico Francisco foi preterido como herdeiro em favor de seu irmão mais novo, o duque Cristiano Luís de Meclemburgo.

## Grão-Ducado de Oldenburg
(Abolido em 12 de novembro de 1918)
Frederico Augusto II, Grão-Duque de Oldenburg foi forçado a abdicar de seu trono no final da Primeira Guerra Mundial, quando o ex-Grão-Ducado do Império Alemão ingressou na República Alemã do pós-guerra. Ele e sua família fixaram residência no Castelo de Rastede, onde ele se dedicou à agricultura e aos interesses industriais locais. Um ano depois de sua abdicação, ele pediu à Dieta de Oldenburg um subsídio anual de 150.000 marcos, afirmando que sua condição financeira era "extremamente precária". Em 1931, Frederick morreu em Rastede.

## Grão-Ducado de Saxe-Weimar-Eisenach
William Ernest, grão-duque de Saxe-Weimar-Eisenach
No dia da sua abdicação, foi considerado  "o príncipe mais impopular de toda a Alemanha."

## Ducado de Brunswick
(Abolido em 8 de novembro de 1918)
Ernesto Augusto, Príncipe Herdeiro de Hanôver era o único filho de George V de Hanover e Maria de Saxe-Altenburg . Embora fosse o bisneto sênior de George III, o duque de Cumberland foi privado de seus nobres e honras britânicas por ter se aliado à Alemanha na Primeira Guerra Mundial. Seu sucessor Ernst Augustus, duque de Brunswick e príncipe de Hanover, príncipe da Grã-Bretanha e da Irlanda, era o filho mais novo do príncipe herdeiro Ernest Augustus e da princesa Thyra .
Charles Edward, foi o último duque reinante de Saxe-Coburg e Gotha e o chefe da Casa de Saxe-Coburg e Gotha até sua morte em 1954. Neto de linha masculina da Rainha Vitória e do Príncipe Albert, ele também foi até 1919 um Príncipe do Reino Unido como Duque de Albany. O duque foi uma figura controversa no Reino Unido devido ao seu status como Soberano Duque de Saxe-Coburgo e Gotha, parte do Império Alemão, durante a Primeira Guerra Mundial. Ele foi privado de seu título de Príncipe, do tratamento de Alteza Real e de suas honras britânicas em 1919. Em 1918, ele foi forçado a abdicar de seu trono ducal. Na Primeira Guerra Mundial, Charles Edward ocupou uma comissão como general do exército alemão. Consequentemente, George V ordenou que seu nome fosse removido do registro dos Cavaleiros da Jarreteira em 1915. Em julho de 1917, ele e seus filhos tiveram a insígnia de Armas Reais removida de seus brasões (Saxe-Coburgo e Gotha), eles também perderam seus títulos de Príncipe e Princesa do Reino Unido e os estilos Alteza e Alteza Real . Ele manteve o estilo de Alteza de uma casa ducal soberana na Alemanha, até 18 de novembro de 1918, quando um Conselho de Trabalhadores e Soldados de Gotha o depôs. Em 23 de novembro, ele assinou uma declaração renunciando a seus direitos ao trono.

## Ducado de Saxe-Coburgo e Gotha
Charles Edward, foi o último duque reinante de Saxe-Coburg e Gotha, e o chefe da Casa de Saxe-Coburg e Gotha até sua morte em 1954. Neto de linha masculina da Rainha Vitória e do Príncipe Albert, ele também foi até 1919 um Príncipe do Reino Unido como Duque de Albany . O duque foi uma figura controversa no Reino Unido devido ao seu status como Soberano Duque de Saxe-Coburgo e Gotha, parte do Império Alemão, durante a Primeira Guerra Mundial . Ele foi privado de seus nobres britânicos, seu título de Príncipe e Alteza Real e suas honras britânicas em 1919. Em 1918, ele foi forçado a abdicar de seu trono ducal. Na Primeira Guerra Mundial, Charles Edward ocupou uma comissão como general do exército alemão. Consequentemente, George V ordenou que seu nome fosse removido do registro dos Cavaleiros da Jarreteira em 1915. Em julho de 1917, ele e seus filhos tiveram a insígnia de Armas Reais removida de seus brasões (Saxe-Coburgo e Gotha), eles também perderam seus títulos de Príncipe e Princesa do Reino Unido e os estilos Alteza e Alteza Real . Ele manteve o estilo de Alteza de uma casa ducal soberana na Alemanha, até 18 de novembro de 1918, quando um Conselho de Trabalhadores e Soldados de Gotha o depôs. Em 23 de novembro, ele assinou uma declaração renunciando a seus direitos ao trono.
Em 1977, Ottfried Neubecker, Diretor do Rolls of Arms Geral alemão e do Conselho da Academia Internacional de Heráldica, com a cooperação de JP Brooke-Little do College of Arms, publicou "A Little Brown Book", posteriormente reimpresso em 1988/89/97 como "Heráldica. Fontes, símbolos e significado".(ISBN 0-316-64141-3). "Nosso resumo da árvore genealógica cobre todos aqueles descendentes da linhagem masculina da Rainha Vitória. Como os príncipes de Saxe-Coburgo e Gotha foram excluídos da família real britânica em 1893, os rótulos escolhidos independentemente por eles não foram reconhecidos na Inglaterra." [Além disso,] em 17 de julho de 1917, o nome de Saxe-Coburg foi alterado para Windsor." Embora, de acordo com Neubecker, os príncipes de Saxe-Coburgo e Gotha tenham sido excluídos da família real britânica em 1893, os selos escolhidos independentemente por eles não foram reconhecidos na Inglaterra. 

## Ducado de Saxe-Meiningen
(Abolido em 10 de novembro de 1918)
Georg, Príncipe de Saxe-Meiningen foi o chefe da casa de Saxe-Meiningen de 1941 até sua morte. Sobrinho do Kaiser Guilherme II,

## Principado de Lippe
(Abolido em 12 de novembro de 1918)
Como a família Hesse, a dinastia Lippe juntou-se ao partido em grande número (no final das contas, dezoito membros acabariam se juntando).  Alguns estados alemães forneceram um número proporcionalmente maior de oficiais SS, incluindo Hesse-Nassau e Lippe, local de nascimento de Marie Adelheid. Marie Adelheid desenvolveu fortes conexões com o regime e se tornou uma importante socialite durante esse tempo. Em 1921, Marie Adelheid foi contratada como assessora do ministro de Alimentos e Agricultura, Richard Walther Darré (um amigo de seu terceiro marido). Seu primo Ernst, Príncipe de Lippe (filho de Leopoldo IV, Príncipe de Lippe) também foi empregado de Darré.  Marie Adelheid dedicou seu talento de escrita à promoção dos ideais nacional-socialistas, em particular os de Darré. As opiniões de Darré sofreram à medida que novos planos foram produzidos por eles. 
Seu filho mais velho, o príncipe Ernst, teria sido o primeiro príncipe alemão a se juntar ao partido quando se inscreveu em maio de 1928. Quando Leopold morreu em Detmold, seus três filhos mais velhos foram todos deserdados e seu filho mais novo, Armin, príncipe de Lippe tornou-se o chefe da casa.
Em 1920, Maria Adelheid casou-se com o príncipe Heinrich XXXII, que havia estado perto de suceder a rainha Guilhermina ao trono neerlandês. Eles se divorciaram em 1921.
Como a família Hesse, a dinastia Lippe juntou-se ao partido em grande número (no final das contas, dezoito membros acabariam se juntando). Alguns estados alemães forneceram um número proporcionalmente maior de oficiais SS, incluindo Hesse-Nassau e Lippe, local de nascimento de Marie Adelheid. Marie Adelheid desenvolveu fortes conexões com o regime e se tornou uma importante socialite durante esse tempo.  Em 1921, Marie Adelheid foi contratada como assessora do ministro de Alimentos e Agricultura, Richard Walther Darré (um amigo de seu terceiro marido). Seu primo Ernst, Príncipe de Lippe (filho de Leopoldo IV, Príncipe de Lippe) também foi empregado de Darré. Marie Adelheid dedicou seu talento de escrita à promoção dos ideais nacionais-socialistas, em particular os de Darré. As opiniões de Darré sofreram à medida que novos planos foram produzidos por eles.

## Principado de Schaumburg-Lippe
(Abolido em 15 de novembro de 1918)
Adolf II, Príncipe de Schaumburg-Lippe
O príncipe Friedrich sentiu-se desiludido com a abdicação do imperador Guilherme II e ainda mais infeliz com as "abdicações covardes" dos príncipes alemães em 1918.  O príncipe desejava a restauração da monarquia, ele acreditava que ele também estava em sintonia com essas visões, escrevendo em seu diário: "ele era, em princípio, pela monarquia, mas não pela continuação daquela que, em sua opinião, falhou totalmente. "  O príncipe "gostava de pensar os" nacional-socialistas como verdadeiros herdeiros da velha nobreza". 
A Casa de Schaumburg-Lippe Linha dez membros no partido. ele queria esses membros de alto escalão da sociedade por razões de propaganda - quanto mais pessoas aderissem, mais socialmente aceitável seria seu novo regime. Como Friedrich e seu irmão, o príncipe Wolrad, ele nomeou muito desses novos membros para o Sturmabteilung como forças especiais. Ele fez várias garantias aos seus membros, levando-os a acreditar que ele pretendia restaurar a monarquia.  Friedrich Christian era um orador para o Partido em 1929, e trabalhou vigorosamente para ganhar o apoio de outras famílias nobres atrás dele.   Ele trabalhou em estreita colaboração com o Ministro da Propaganda. Ele concedeu-lhe um cargo no recém-criado Ministério da Iluminação Pública e Propaganda. Em abril de 1933, Friedrich Christian era um conselheiro privado superior e ajudante de dele. Naquele ano, o príncipe providenciou o envolvimento do ministro na queima de livros da Universidade de Berlim. Como evidenciado por fotografias e diários durante aquele tempo, ele e aquele tinham Friedrich Christian em alta estima. À medida que a Segunda Guerra Mundial continuava com as derrotas militares alemãs, ele passou a suspeitar mais das famílias reais e nobres, questionando sua lealdade. Em 1943, ele secretamente ordenou que todas as burocratas compilassem um registro de membros, e então decidiu pessoalmente se eles deveriam ser "aposentados" ou autorizados a permanecer. maioria dos príncipes foi expulsa involuntariamente da festa.  Ele foi até ele para proteger Friedrich Christian, que obteve uma renúncia especial, para o "futuro desdobramento do príncipe no Ministério da Propaganda". Em 1947, quatro príncipes alemães, Frederico Cristiano,  Augusto Guilherme,  Filipe de Hesse-Cassel e Ernst de Lippe, foram detidos na prisão de Nuremberg, a fim de testemunharem em alguns dos 16 julgamentos de criminosos de guerra de alto escalão. Visto como um "membro da velha linha do partido", em nome do qual havia feito excursões de propaganda a muitos países estrangeiros, Frederico Cristiano foi o último dos quatro a testemunhar.

## Principado de Schwarzburg
Friedrich, Príncipe de Waldeck e Pyrmont
Ele foi imediatamente nomeado ajudante de Sepp Dietrich (um dos principais membros da SS), antes de se tornar ajudante dele e chefe de equipe em setembro de 1930. Waldeck-Pyrmont foi eleito membro do Reichstag por Düsseldorf- Oeste em 1933 e foi promovido ao posto de Tenente General da SS. Nessa posição, ele tinha autoridade supervisora sobre o campo de concentração de Buchenwald. Wittekind, que serviu nas Forças Armadas Alemãs como tenente-coronel, sucedeu-o como chefe da Casa de Waldeck e Pyrmont quando seu pai morreu em 30 de novembro de 1967. 

## Principado de Reuss-Gera (linha mais jovem)
O príncipe Henrique XLV era o único filho sobrevivente de Henrique XXVII . Durante a década de 1930, Henrique XLV tornou-se simpatizante do nacional-socialismo e membro do Partido. Em 1945, ele foi preso pelos militares soviéticos e desapareceu. Em 1962, ele foi declarado morto por um tribunal em Büdingen .